# Oliotius oligolepis
Oliotius
Genre
Genre
Oliotius oligolepis, unique représentant du genre Oliotius, est une espèce de poissons d'eau douce téléostéens de la famille des Cyprinidae (ordre des Cypriniformes).

## Répartition
Cette espèce de poissons est originaire de Sumatra (Indonésie), mais a été dispersée dans de nombreux pays et se retrouve, par exemple, dans le milieu naturel en Colombie.

## Description
Oliotius oligolepis peut mesurer jusqu'à 50 mm de longueur totale. Ce poisson se nourrit de vers, de petits crustacés, d'insectes et de déchets végétaux.

## Systématique
L'espèce Oliotius oligolepis a été décrite pour la première fois en 1853 par l'ichtyologiste néerlandais Pieter Bleeker (1819-1878) sous le protonyme Capoeta oligolepis,.
Après avoir été classée sous les genres Barbus puis Puntius, cette espèce est rangée, en 2013, sous le genre Oliotius créé par l'ichtyologiste suisse Maurice Kottelat (1957-),.
Oliotius oligolepis a pour synonymes :
- Barbus oliogolepis (Bleeker, 1853)
- Capoeta oligolepis Bleeker, 1853
- Puntius oligolepis (Bleeker, 1853)

## Étymologie
Le nom générique, Oliotius, est la juxtaposition des premiers caractères de l'épithète spécifique (oligolepis) et des derniers du genre Puntius où cette espèce était précédemment classée.
L'épithète spécifique, du grec ancien ὀλίγος, olígos, « en petit nombre », et dλεπίς, lepís, « écaille », fait référence aux grandes écailles de cette espèce, qui sont, par conséquent, peu nombreuses (15 ou 16 le long de la ligne latérale).

## Publications originales
- Genre Oliotius :
  - (en) Maurice Kottelat, « The fishes of the inland waters of Southeast Asia: A catalogue and core bibliography of the fishes known to occur in freshwaters, mangroves and estuaries », The Raffles Bulletin of Zoology, Lee Kong Chian Natural History Museum (d), vol. Supplement 27,‎ 2013, p. 1-663 (ISSN 0217-2445 et 2345-7600, lire en ligne).
- Espèce Oliotius oligolepis, sous le taxon Capoeta oligolepis :
  - (nl) P. Bleeker, « Diagnostische beschrijvingen van nieuwe of weinig bekende vischsoorten van Sumatra. Tiental V-X », Natuurkundig tijdschrift voor Nederlandsch Indië, Jakarta, vol. 4, no 2,‎ 1853, p. 243-302 (lire en ligne, consulté le 10 août 2023).